# Otgon
Le sum d'Otgon (mongol : ᠣᠳᠬᠠᠨ
ᠰᠤᠮᠤ, cyrillique : Отгон сум, MNS : Otgon sum) est situé dans l'aïmag (ligue) de Zavkhan, en Mongolie. Sa population était de 3 478 habitants en 2005.